# Vivescia Industries
Le groupe Vivescia Industries (ex-Siclaé) est un groupe agro-alimentaire. Il est détenu par des coopératives agricoles, des partenaires financiers et par des actionnaires individuels.
Son siège social est 2, rue Clément-Ader à Reims. Il regroupe cinq activités. Une partie de ses activités valorise les grains et l’autre le végétal grâce aux biotechnologies industrielles.

## Historique
En 2005, Champagne Céréales, EMC2, Nouricia, la Coopérative de Sézanne et la Champagne Coligny créent Siclaé (Société d’investissement champenoise et lorraine pour l’agro-expansion). 
En 2008 : Nestal, spécialiste en nutrition animale devient une filiale de Siclaé. Celle-ci est née du rapprochement de Copam et Cadsar et les établissements Etienne.
En 2009, Siclaé prend le contrôle de Chamtor et d’ARD.
En novembre 2009, ouverture du capital aux adhérents et aux salariés des coopératives actionnaires.
En octobre 2010, Bpifrance (ex-FSI), l’Union financière pour le développement de l’économie céréalière (Unigrains) et le Crédit agricole du Nord-Est entrent au capital de Siclaé.
En octobre 2013 : Siclaé lance une émission d’obligations convertibles en actions, adressée prioritairement aux salariés et aux adhérents des groupes coopératifs actionnaires.
En octobre 2014, Siclaé change de dénomination et devient Vivescia Industries.
En juillet 2017, Vivescia Industries cède son activité amidonnerie-glucoserie au groupe Archer Daniels Midland (ADM)
.

## Les composantes de Vivescia Industries
Vivescia Industries est un groupe agri-industriel constitué de cinq pôles de transformation des matières premières végétales :
- Pôle malterie : Malteurop ;
- Pôle meunerie-BVP : Nutrixo ;
- Pôle maïserie : Kalizea ;
- Pôle nutrition animale :  Aliane ex-Nealia) ;
- Pôle bioénergies : Ineos Champlor / LMT Coop ;
- Centre de recherche et développement - Valorisation du végétal : ARD.

## Données économiques
Le groupe Vivescia Industries représente un chiffre d’affaires de 2 milliards d’euros, avec près de 5 500 collaborateurs et 60 sites de production répartis dans le monde entier.
Au 31 octobre 2020, le groupe est détenu par  :
- des coopératives agricoles : Vivescia, EMC2, Clovis (SCARA), Autres coopératives.
- des partenaires financiers : Bpifrance, Unigrains et Avril ex- Sofiprotéol ;
- et par des actionnaires individuels collaborateurs du groupe et par des agriculteurs adhérents aux coopératives.